# المحبشه السفلى (العدين)

تعديل مصدري - تعديل

المحبشه السفلى محلة تابعة لقرية مقاند، التابعة لعزلة الوادي بمديرية العدين إحدى مديريات محافظة إب في الجمهورية اليمنية.، بلغ تعداد سكانها 60 حسب تعداد اليمن لعام 2004.